# Dinosaure amb plomes
Els dinosaures amb plomes o dinosaures plumífers es consideren fòssils de transició entre els dinosaures clàssics i aus. Era ja conegut que les aus antigues com Archaeopteryx tenien moltes característiques de rèptil, com a dents, i urpes en els seus dits, i molts anys abans havia estat teoritzat que els ocells descendien de dinosaures teròpodes. A la fi dels anys 1990, els descobriments de dinosaures amb plomes a la Xina van proporcionar la prova concloent de la connexió, encara que els detalls genealògics encara estiguin sent dilucidats. S'ha demostrat de moltes formes la relació de descendència entre aus i dinosaures, ja que la seva similitud morfològica quant al crani, el maluc, les potes i les extremitats superiors és molt notable. Les aus són clarament monofilétiques i els seus primers representants es troben en el Juràssic (Protoavis, un fòssil controvertit del finals del Triàsic, és considerat no aviari per la majoria dels paleontòlegs).

## Gèneres de dinosaures amb plomes
Des de 1996 fins ara s'han descrit més de 30 gèneres de dinosaures no aviaris amb ploma o protoploma preservades en llurs fòssils:
1. Avimimus* (inferit el 1987)[4][5]
2. Sinosauropteryx (1996)[6]
3. Protarchaeopteryx (1997)[7]
4. Caudipteryx (1998)[8]
5. Rahonavis* (1998)[9]
6. Shuvuuia* (1999)[10]
7. Sinornithosaurus (1999)[11]
8. Beipiaosaurus (1999)[12]
9. Microraptor (2000)[13]
10. Nomingia* (2000)[14]
11. Cryptovolans (2002)[15]
12. Scansoriopteryx (2002)[16]
13. Epidendrosaurus (2002)[17]
14. Psittacosaurus sp.? (2002)[18]
15. Yixianosaurus (2003)[19]
16. Dilong (2004)[20]
17. Pedopenna (2005)[21]
18. Jinfengopteryx (2005)[22][23]
19. Juravenator (2006)[24][25]
20. Sinocalliopteryx (2007)[26]
21. Velociraptor* (inferit el 2007: protuberancias de cañones de plumas)[27]
22. Epidexipteryx (2008)[28]
23. Similicaudipteryx (inferit el 2008: pigóstilo; confirmado en 2010)[29][30]
24. Anchiornis (2009)[31]
25. ¿Tianyulong? (2009)[32]
26. Concavenator corcovatus? (inferit el 2010)[33]
27. Yutyrannus (2012)[34]
28. Sciurumimus (2012)[35]
29. Ornithomimus (2012)[36]
30. Ningyuansaurus (2012)[37]
31. Eosinopteryx (2013)[38]
32. Citipati (inferit el 2013: pigóstilo)[39]
33. Conchoraptor (infererido en 2013: pigóstilo)[39]
34. Jianchangosaurus (2013)[40]
35. Aurornis (2013; possible avial)[41]
36. Changyuraptor (2014)[42]
37. ¿Kulindadromeus? (2014)[43]
38. Citipati (inferido 2014: pigóstilo)[44]
39. Conchoraptor (inferido 2014: pigóstilo)[39]
40. Deinocheirus (inferit el 2014: pigóstilo)[45]
41. Yi qi (2015)[46]
42. Zhenyuanlong (2015)[47]
43. Dakotaraptor (inferit el 2015: protuberancias de cañones de plumas)[48]
44. Apatoraptor (2016)

- Noteu que les estructures filamentoses trobades en alguns dinosaures ornitisquis (Psittacosaurus, Tianyulong, Kulindadromeus) i els pterosaures poden o no ser homòlogues amb les plomes i protoplomes dels teròpodes.[32][49]